# Krapje (Słowenia)
Krapje – wieś w Słowenii, w gminie Ljutomer. W 2018 roku liczyła 292 mieszkańców.